# Culex tritaeniorhynchus
Muỗi Culex (Danh pháp khoa học: Culex tritaeniorhynchus) là một loài muỗi trong chi Culex. Chúng là loài truyền bệnh viêm não Nhật Bản ở châu Á.

## Đặc điểm
Đặc điểm muỗi Culex tritaeniorhynchus có màu nâu đen, phát hiện nhiều ở vùng nông thôn, làng mạc tập trung đông dân cư và có nhiều hồ ao. Culex tritarniorhuynchus có thể bay xa trên 1 cây số và bay cao từ 13 -15m nên có khả năng lây truyền virus viêm não Nhật Bản cho các loài chim. Loài này ưa nước trong. Thường thấy loài này ở ruộng lúa nước, mương rãnh. Culex tritaeniorhynchus đẻ ở nơi sạch hơn như ruộng lúa, đầm lầy.
Chúng thường sinh sản ở đồng ruộng lúa nước, buổi tối hay bay về chuồng gia súc để hút máu động vật là lợn bị nhiễm mầm bệnh, sau đó chúng đốt máu người và truyền bệnh sang cho người. Culex tritaeniorhynchus là muỗi chủ yếu truyền bệnh viêm não Nhật Bản. Chim là ổ chứa virus chủ yếu trong thiên nhiên và lợn là ổ chứa quan trọng nhất trong súc vật nuôi gần người. Muỗi bị nhiễm virus cũng có khả năng truyền bệnh suốt đời và truyền sang thế hệ sau qua trứng.

## Sinh sản
Loài muỗi này thường sinh sản rất nhanh, đẻ 100 trứng/lần theo bè nổi trên mặt nước. Khoảng 2-3 ngày sau, trứng sẽ nở thành loăng quăng. 